# Football Club Hebar Pazardjik
Le Football Club Hebar Pazardjik (en bulgare : Футболен клуб Хебър), plus couramment abrégé en Hebar, est un club bulgare de football fondé en 1918 et basé à Pazardjik.

## Histoire
Le club est fondé en 1918, sous le nom Hristo Botev, il changera plusieurs fois de noms puis depuis 1979 s'appelle Hebar. En 1989, le club accède la première fois en première division bulgare. Après sa première saison dans l'élite il sera relégué, puis retrouvera la première division de suite en 1991 mais de nouveau pour une seule saison.
En 2000, le club fusionne avec le FC Iskra Sofia, il se nomme PFC Hebar 1920 et remonte pour sa troisième fois en première division. Le club termine la saison 2000-2001 à la neuvième place. La saison suivante le club déménage à Pétritch pour reformer le Belassitza Petritch qui prend sa place dans l'élite, par conséquent Hebar Pazardjik doit repartir du plus bas de l'échelle, en division amateur.
En 2016, le club fusionne avec le FC Chiko et joue en troisième division. En 2019, Hebar retrouve la deuxième division puis en 2022 revient de nouveau en première division.

## Palmarès
| \| - Championnat de Bulgarie de deuxième division (2) : - Champion : 1988-1989 et 1990-1991. - Vice-champion : 2021-2022. \| \| - Championnat de Bulgarie de troisième division (2) : - Champion : 1986-1987, 2018-2019. \| |  |                                                                                          |
| - Championnat de Bulgarie de deuxième division (2) : - Champion : 1988-1989 et 1990-1991. - Vice-champion : 2021-2022. |  | - Championnat de Bulgarie de troisième division (2) : - Champion : 1986-1987, 2018-2019. |

## Changement de noms
- Botev (31.05.1918 – 08.06.1945)
- Spartak (08.06.1945 – 08.06.1947)
- Chavdar  (08.06.1947 – 20.09.1948)
- Spartak (20.09.1948 – 27.08.1949)
- Dinamo (27.08.1949 – 07.05.1957)
- Levski (07.05.1957 – 31.07.1959)
- Botev (31.07.1959 – 30.04.1970)
- Maritsa (30. 04.1970 – 10.07.1973)
- Benkovski (10.07.1973 – 22.11.1979)
- Hebar (depuis le 22.11.1979)